# Bitwa pod Kosturino
Bitwa pod Kosturino – bitwa w czasie I wojny światowej stoczona w dniach 6-12 grudnia 1915 roku pomiędzy armią brytyjską a bułgarską.

## Przyczyny konfliktu
W październiku 1915 rozpoczęła się ofensywa połączonych sił austro-węgierskich i bułgarskich przeciwko Serbii. Po bitwach nad Moravą i na Owczym Polu jednostki serbskie zmuszono do odwrotu. W początkach października w Salonikach wylądował korpus brytyjsko-francuski, który miał skierować się na północ i wesprzeć Serbów wycofujących się w kierunku Kosowa.
Jednostki francuskie, dowodzone przez gen. Maurice Sarraila zmierzały w kierunku Niszu, gdzie miały połączyć się z Serbami. 19 października w rejonie Kriwołaka na ich drodze stanęli Bułgarzy. Niepowodzenie w bitwie z Bułgarami pod Kriwołakiem oraz informacje o katastrofie oddziałów serbskich, skłoniły dowódców francuskich do wycofywania swoich sił do Salonik.
Pod koniec października 1915 dowództwo brytyjskie skierowało do pomocy Serbom jednostki 30 Brygady Piechoty. 21 listopada oddziały 10 Dywizji Piechoty (irlandzkiej) zajęły kontrolowane poprzednio przez Francuzów pozycje wokół wsi Kosturino. Pozycje zajmowane przez 10 Dywizję znajdowały się na niewielkich wzniesieniach pozbawionych roślinności. Pod koniec listopada pogoda w tym rejonie uległa gwałtownemu pogorszeniu. Długotrwałe ulewne deszcze odbiły się niekorzystnie na zdrowiu żołnierzy, z których aż 750 hospitalizowano z powodu wychłodzenia organizmu i infekcji.

## Przebieg bitwy
Do pierwszych starć z nadciągającymi w rejon Kosturino oddziałami bułgarskiej 2 Armii doszło 4 grudnia. Pozycje brytyjskie znalazły się pod ostrzałem artylerii bułgarskiej. W nocy 6/7 grudnia piechota bułgarska zdobyła jedno ze wzgórz, biorąc do niewoli 30 żołnierzy brytyjskich. Zdobycie wzgórza ułatwiło skuteczny ostrzał pozycji, zajmowanych przez 10 dywizję piechoty.
Zasadniczy atak na pozycje brytyjskie nastąpił 8 grudnia. Siły atakujące były czterokrotnie silniejsze, a napływające do Salonik posiłki z uwagi na stan dróg nie mogły wesprzeć w krótkim czasie oddziałów gen. Bryana Mahona. 11 grudnia oddziały bułgarskiej 11 Dywizji Piechoty zajęły wieś Bogdanci, przerywając połączenia telefoniczne jednostek brytyjskich i zdobywając skład amunicji. Po stracie blisko 1 500 żołnierzy i 8 dział dowódca brytyjski zarządził odwrót.

## Konsekwencje bitwy
Do 16 grudnia wszystkie działające na terytorium Serbii oddziały francusko-brytyjskie wycofały się do Grecji. Plany ataku bułgarskiego na Grecję zostały wstrzymane przez niemieckie dowództwo. Armia serbska rozpoczynała zimową operację ewakuacji swoich jednostek przez terytorium Albanii w kierunku Korfu.